# Polymeli
Polymeli (fra gr. πολυ, flere + μέλεα, lemmer) betyder tilstedeværelse af overflødige lemmer. Dets antonym er ameli, der således betyder mangel på lemmer.
Er der ikke tale om hele lemmer, men derimod enkelte fingre eller tæer, anvendes udtrykket polydactyli.